# オリンピックオーバル
オリンピックオーバル（Olympic Oval）はカナダ・アルバータ州カルガリーにあるスピードスケート競技場。

## 概要
ダウンタウン北西にあるカルガリー大学の敷地内にある。1988年カルガリーオリンピックのスピードスケート会場として使用された。
高地にあり、天井が低く気流の流れも良いため好記録が生まれ、2002年ソルトレークシティオリンピックのスピードスケート会場であるユタ・オリンピックオーバルと同様に高速リンクと呼ばれている。1年中氷が張られており、世界各国のスピードスケート選手が夏場に合宿を行う際に使用される競技場でもある。オープンは1987年9月で、カルガリーオリンピックの約5か月前であった。